# Михамбо, Малайка
Малайка Михамбо (нем. Malaika Mihambo, род. 3 февраля 1994[…], Гейдельберг, Баден-Вюртемберг) — немецкая прыгунья в длину, олимпийская чемпионка 2020 года, двукратная чемпионка мира (2019, 2022), двукратная чемпионка Европы 2018 и 2024 годов. Участница летних Олимпийских игр 2016 года. Шестикратная чемпионка Германии (2016, 2018—2022). Пятикратная чемпионка Германии в помещении (2018—2022).

## Биография и карьера
Родилась 3 февраля 1994 года в Гейдельберге, Баден-Вюртемберг, Германия. Её мать — немка, а отец — танзаниец с Занзибара. Дебютировала на международной арене в 2011 году на чемпионате мира среди юношей в Лилле, где заняла 9 место. В 2013 году выиграла чемпионат Европы среди юниоров в Риети, а в 2015 году — чемпионат Европы среди молодёжи в Таллине. В 2016 году на чемпионат Европы в Амстердаме стала бронзовым призёром, а затем на своей дебютной Олимпиаде заняла 4 место с результатом 6,95 м, обновив тем самым личный рекорд.
В марте 2021 года на чемпионате Европы в помещении в польском Торуне завоевала серебряную медаль в прыжках в длину с результатом 6,88 м, уступив 4 см украинке Марине Бех-Романчук.
На Олимпийских играх 2020 года в Токио выиграла золото с результатом 7,00 м, который показала в последней попытке финала.

## Основные результаты
| Год  | Соревнование                    | Место проведения          | Место  | Результат |
| ---- | ------------------------------- | ------------------------- | ------ | --------- |
| 2011 | Чемпионат мира среди юношей     | Лилль, Франция            | 9      | 5,81 м    |
| 2012 | Чемпионат мира среди юниоров    | Барселона, Испания        | 7 (q2) | 6,15 м    |
| 2013 | Чемпионат мира                  | Москва, Россия            | 8 (q2) | 6,49 м    |
| 2013 | Чемпионат Европы среди юниоров  | Риети, Италия             | 1      | 6,70 м    |
| 2014 | Чемпионат Европы                | Цюрих, Швейцария          | 4      | 6,65 м    |
| 2014 | Командный чемпионат Европы      | Брауншвейг, Германия      | 1      | 6,90 м    |
| 2015 | Чемпионат Европы среди молодёжи | Таллин, Эстония           | 1      | 6,73 м    |
| 2015 | Чемпионат мира                  | Пекин, Китай              | 6      | 6,79 м    |
| 2016 | Чемпионат Европы                | Амстердам, Нидерланды     | 3      | 6,65 м    |
| 2016 | Летние Олимпийские игры         | Рио-де-Жанейро, Бразилия  | 4      | 6,95 м    |
| 2018 | Чемпионат мира в помещении      | Бирмингем, Великобритания | 5      | 6,64 м    |
| 2018 | Чемпионат Европы                | Берлин, Германия          | 1      | 6,75 м    |
| 2019 | Чемпионат Европы в помещении    | Глазго, Великобритания    | 4      | 6,83 м    |
| 2019 | Чемпионат мира                  | Доха, Катар               | 1      | 7,30 м    |
| 2021 | Чемпионат Европы в помещении    | Торунь, Польша            | 2      | 6,88 м    |
| 2021 | Летние Олимпийские игры         | Токио, Япония             | 1      | 7,00 м    |
| 2022 | Чемпионат мира                  | Юджин, США                | 1      | 7,12 м    |